# 3509 Sanshui
3509 Sanshui (1978 UH2) là một tiểu hành tinh vành đai chính được phát hiện ngày 28 tháng 10 năm 1978 bởi Đài thiên văn Tử Kim Sơn ở Nanking.